# Микеланджело (Черепашки-ниндзя)
Микеланджело  (англ. Michelangelo) или Майки (англ. Mikey)  — один из четырёх главных героев франшизы «Черепашки-ниндзя». Он обладает наибольшим потенциалом среди всех сыновей сэнсэя Сплинтера, однако предпочитает тренировкам развлечения. Будучи самым младшим из братьев-мутантов, Микеланджело изображается как незрелый подросток, склонный к каламбурам, испытывающий любовь к скейтбордингу, обладающий чувством юмора и безграничным оптимизмом, а также большой любитель пиццы. Его фирменным оружием являются парные нунчаки, однако в различных медиа он также орудует крюком для грэпплинга, манрики-гусари, кусаригамой, тонфами и трёхсекционным боевым цепом.
Микеланджело получил более значительную роль в мультсериале 1987 года и последующих мультсериалах и фильмах, нацеленных на более молодую аудиторию, нежели серьёзные комиксы Mirage. Он выступает генератором крылатых выражений и фраз, таких как «Кавабанга!». Своё имя он получил в честь Микеланджело Буонарроти, итальянского художника эпохи Возрождения 15-го века. С первого выпуска первого тома имя Микеланджело неправильно прописывалось как «Michaelangelo». С выходом четвёртого тома имя персонажа стало соответствовать имени его тёзки. В комиксах Mirage все четыре черепахи носили красные маски, однако в дальнейшем его индивидуальным цветом стал оранжевый.

## Создание и концепция
Авторы комиксов Кевин Истмен и Питер Лэрд познакомились в Массачусетсе и начали работу над совместными иллюстрациями. В 1983 году Лэрд пригласил Истмена переехать к нему в Дувр, штат Нью-Гэмпшир. В ноябре того же года Истмен нарисовал черепаху в маске, которая стояла на задних лапах и была вооружена нунчаками. Лэрд нарисовал собственный эскиз и добавил к уже имеющемуся названию Ninja Turtles (рус. Черепашки-ниндзя) слова Teenage Mutant (рус. Подростки-мутанты). Концепция пародировала сразу несколько элементов, популярных в комиксах о супергероях того времени: мутанты Uncanny X-Men, подростки New Teen Titans и ниндзя Daredevil, в сочетании с антропоморфными животными, такими как Утка Говард.
Работая над концепцией комикса, Истмен и Лэрд рассматривали возможность присвоения Черепахам японских имен, но вместо этого в конечном итоге решили назвать их в честь итальянских художников эпохи Возрождения — Леонардо, Донателло, Микеланджело и Рафаэлем. Лэрд отметил, что имена «были достаточно чудными и вписывались в концепцию». Авторы написали предысторию, ссылаясь на другие элементы Сорвиголовы: как и Мэтт Мёрдок, Черепахи подверглись воздействию радиоактивного вещества, а их сэнсэй, Сплинтер, был вдохновлён учителем Сорвиголовы по прозвищу Стик.

## Биография

### Mirage Comics
Однажды, в городе Нью-Йорк, маленький мальчик по имени Честер Мэнли купил в магазине четырёх маленьких черепах и, поместив их в аквариум, понёс к себе домой. Он стал свидетелем дорожно-транспортного происшествия, когда переходивший дорогу слепой человек едва не угодил под грузовик. В этот момент из машины вылетела канистра с мутагеном, которая затем врезалась в аквариум с черепашками, в результате чего они оказались смыты в канализацию. Их обнаружила старая крыса по имени Сплинтера, недавно потерявшая своего хозяина, мастера боевых искусств Хамато Ёси. Все пятеро животных подверглись воздействию содержащегося в канистре мутагена, что привело к мутацию в их организме и превращению в четырёх антропоморфных черепах и крысу. Понимая, что люди не примут тех, кто отличается от них, Сплинтер приютил черепашек и начал жить вместе с ними в канализации. Обучившись у своего мастера ниндзюцу, крыса начала тренировать своих приёмных детей боевым искусствам, а также дала каждому из них имена и индивидуальное оружие.
В ранних чёрно-белых комиксах Mirage Микеланджело изначально изображался весёлой, беззаботный и, хотя и не такой агрессивной, как Рафаэль, рвущейся в сражения Черепашкой. В отличие от последующих адаптаций, где персонажа преподносили «чудаком», Микеланджело был более серьёзен и сосредоточен. В посвящённом Микеланджело ваншоте освещались большинство классических черт персонажа — игривость, сопереживание и спокойный характер. По сюжету он приютил бездомного кота по имени Кланк, а также остановил банду воров от кражи игрушек, предназначенных для детей-сирот.
Потерпев поражение от клана Фут, Черепахи, Сплинтер, Эйприл О’Нил, Кейси Джонс отступили в фермерский дом, расположенный в Нортгемптоне, штат Массачусетс, который раньше принадлежал бабушке Кейси. Находясь там, Эйприл выразила беспокойство относительно того, что Микеланджело стал сам не свой. Он проводил дни в сарае, вымещая скопившуюся агрессию на боксёрской груше. Затем он начал колотить по окружающим его предметам и стенам сарая. В конце истории подразумевалось, что Микеланджело взять себя в руки, поскольку в последующих выпусках он снова стал более оптимистичным персонажем.
Во время пребывания команды на ферме стало известно, что Микеланджело интересовался комиксами, в частности с участием супергероев, таких как Сила Справедливости (основанными на Лиге Справедливости и Фантастической четвёрке). Также он нашёл утешение в написании художественной литературы и придумал историю, в которой являлся ронином в феодальной Японии.
В сюжетной арке City at War Микеланджело подружился с приёмной дочерью Кейси Джонса Шэдоу. Во втором томе, когда Черепахи решили попытаться жить по-отдельности, Микеланджело переехал к Эйприл и Кейси, чтобы быть рядом с Шэдоу. На протяжении первых двух томов Микеланджело, по всей видимости, выступал в роли миротворца команды. Также он сформировал более тесную дружбу с Донателло, поскольку вместе они были более спокойными, чем вечно спорящий Леонардо и Рафаэль.
В 4-м томе Микеланджело устроился на работу гидом, который проводил экскурсии для посетивших Землю инопланетян. Его первым и единственным клиентом была Регента (аналог принцессы) Сери из расы Стиракодон. Микеланджело убедил Сери отдалиться от её телохранителей, чтобы он мог взять её в тур по северо-западному побережью США. Их отношения, по-видимому, приобрели интимный характер, поскольку Сери отложила яйца, в которых, по её словам, были их с Микеланджело дети. Тем не менее, прежде чем им удалось обсудить эту новость, телохранители Сери узнали о её махинациях. Они напали на Микеланджело и перенесли его в их родной мир, посадив в тюрьму. Благодаря заключённому Трицератону по имени Азокк ему удалось сбежать, после чего ему помогла группа Трицератонов, которая прибыла вызволять Азокка. В дальнейшем Майки ожесточился, став свидетелем несправедливости внесудебной системы и убийства Азокка. Когда Трицератоны узнали о смерти Азокка, они объявили войну Стиракодонам и напали на представителей их расы. Микеланджело, озлобленный очевидным предательством Сери, объединил усилия с Трицератонами и участвовал в геноциде Стиракодонов.
Микеланджело не играл большой роли в 1-м и 2-м томах, мало что сделал для продвижения сюжета и не изображался как опытный боец. Его относительно небольшая роль, вероятно, была связана с необходимостью установить роль Леонардо в качестве «лидера», а также с тем фактом, что Донателло был любимой Черепахой Питера Лэрда, а фаворитом Кевина Истмена выступал Рафаэль.
Данная версия Микеланджело появилась в анимационном кроссовере «Черепашки навсегда» 2009 года, где его озвучил Брэдфорд Кэмерон. По сюжету, в их реальность попадают Черепашки-ниндзя из мультсериалов 1987 и 2003 годов, предупреждая об опасности, исходящей от Шреддера 2003 года, намеревающегося уничтожить мультивселенную Черепах. Затем Mirage Черепашки помогают своим аналогам, их союзникам и врагам в решающем противостоянии со Шреддером.

### Image Comics
В комиксах издательства Image, события которых разворачиваются после окончания 2-го тома Mirage, Микеланджело развил свой интерес к писательству и зарекомендовал себя как автор художественной литературы и поэзии. В одном из ранних выпусков он продал своё первое стихотворение одному из журналов. По мере развития сюжета комиксов карьера Микеланджело в качестве писателя постепенно пошла в гору. В последнем выпуске он обликовал свой первый роман под названием «Роза среди шипов». Эйприл упомянула о публикации второго тиража книги, а также отметила тот факт, что книга очень понравилась Опре Уинфри и обречена на становление «бестселлером». Ко всему прочему, в этой серии комиксов Микеланджело был единственной Черепахой, с которой не случается ничего плохого: Леонардо потерял левую руку и заменил её протезом с лезвием, Донателло стал киборгом, после того, как его застрелили и выбросили из вертолёта, а Рафаэль был изуродован выстрелом в лицо. Также Майки сделал предложение супергероине Саре Хилл, но получил отказ.

### Archie Comics
Серия Teenage Mutant Ninja Turtles Adventures от издательства Archie изначально представляла собой адаптацию мультсериала 1987 года. Микеланджело практически не отличался от версии из мультсериала, однако, по мере развития сюжета комиксов, он становился более зрелым и начал увлекаться поэзией. В одном из сражений его ослепили, а затем поймали военные силы США, которые подвергли Майки допросам и пыткам. В итоге члены его семьи спасли Черепашку и сохранили жизнь человека, который его пытал.
Также у Микеланджело появилась способность общаться с животными. В истории, происходящей в будущем, показано, что он стал художником, а его основная работа заключалась в управлении сиротским приютом.

### IDW Comics
В комиксах издательства IDW Рафаэль и его братья были реинкарнациями сыновей Хамато Ёси, которые жили в средневековой Японии и пали от руки Ороку Саки. Он был самым младшим из Черепах, поскольку даже его предыдущие воплощение в лице сына Ёси являлось единственным ребёнком в семье. В настоящем времени он был подопытной черепахой в лаборатории «StockGen Research, Inc.», принадлежавшей учёному Бакстеру Стокману. В какой-то момент на лабораторию напали ниндзя из клана Фут, с целью хищения разработок Стокмана. Во время развернувшейся кражи черепахи и их переродившийся в крысу по имени Сплинтер отец были облиты мутагеном. В течение следующих пятнадцати месяцев Микеланджело, Леонардо и Донателло обучались боевым искусствам по программе их учителя Сплинтера, а также безуспешно искали своего потерянного брата Рафаэля. В конечном итоге им удалось обнаружить его местоположение и спасти от Старого Клыка, мутировавшего бродячего кота. Вскоре после того, как братья привели Рафа домой, Микеланджело получил индивидуальную оранжевую повязку.

## Телевидение

### Мультсериал 1987 года
В мультсериале 1987 года Микеланджело озвучил Таунсенд Коулман. Он представлен как дерзкий и отважный оптимист, который заботится о благополучии детей и животных. Начиная с этого мультсериала его фирменным выражением стала «Кавабанга!». Изначально он орудовал парными нунчаками, однако, поскольку в Великобритании это оружие подверглось цензуре, а кадры с Микеланджело были отредактированы, начиная с 4-го сезона Майки использовал крюк для грэпплинга вплоть до окончания шоу.
Больше всего на свете Микеланджело желал стать человеком и выйти на поверхность, дабы не вызывать панику в глазах окружающих своим внешним видом. Тем не менее, столкнувшись с трудностями человеческой жизни, он вновь стал Черепашкой-ниндзя и признал свою неправоту. Из-за своей дерзости и безрассудной смелости Майки часто попадал в беду, из-за чего братьям приходилось выручать его из беды. Микеланджело — самый гуманный из всей четвёрки, будучи в состоянии рискнуть жизнью даже ради тех людей, которые его оскорбляли и презирали. Также у Майки была самая хорошая память, поскольку он помнил жизнь до мутации и даже свою маму. В одной из серий выяснилось, что он боится опозориться перед толпой.
Как и в последующих версиях, любимое занятие Микеланджело — чтение комиксов о супергероях, в частности о своём кумире — Багмэне, есть пиццу с необычной начинкой и смотреть телевизор. В какой-то момент он планировал написать книгу о канализациях всего мира. Однажды, когда Леонардо ушёл с поста лидера, Черепашки пробовали взять его роль на себя. Лидерству Микеланджело пришёл конец, когда стало ясно, что он не может мыслить стратегически. Лучший друг Майки — Мондо Гекко, а девушка — нейтрино Кала.
21 апреля 1990 года на каналах ABC, NBC и CBS был показан специальный телевизионный выпуск по борьбе с наркотиками под названием «Герои мультфильмов приходят на помощь», в котором приняли участие персонажи самых популярных мультфильмов того времени, и Черепашек-нинзя представлял Микеланджело, вновь озвученный Таунсендом Коулманом.
В анимационном кроссовере «Черепашки навсегда» 2009 года данную версию Микеланджело озвучил Джонни Кастро. По сюжету, он и его братья попадают в мир Черепах 2003 года, где им приходится объединить усилия, чтобы предотвратить разрушение мультивселенной от руки Шреддера 2003 года. Он быстро нашёл язык со своим воплощением 2003 года, также являющимся весельчаком.
Коулман вновь озвучил Микеланджело 1987 года в мультсериале «Черепашки-ниндзя» 2012 года.

### Аниме 1996 года
В Teenage Mutant Ninja Turtles: Superman Legend 1996 года Микеланджело озвучил Тосихару Сакурай.

### Сериал 1997 года
В сериале «Черепашки-ниндзя: Следующая мутация» роль Микеланджело исполнил Джарред Бланкар, в то время как Кирби Морроу озвучил персонажа. Также Микеланджело появился в эпизоде-кроссовере «Время черепах» сериала «Могучие рейнджеры: В космосе» 1998 года, где его озвучил Тони Оливер.

### Мультсериал 2003 года
В мультсериале 2003 года Микеланджело, озвученный Уэйном Грейсоном, — самая весёлая Черепашка-ниндзя. Лео, Донни и Раф относятся к нему как к младшему брату, отчего всякий раз, когда Майки произносит очередную глупость, отвешивают ему подзатыльники. Своим легкомысленным поведением Майки регулярно раздражает Рафаэля, из-за чего тот зачастую выходит из себя. Несмотря на периодические разногласия между ними, Майки и Раф остаются самыми близкими по духу братьями. Глядя на дисциплинированного и вечно серьёзного старшего брата Леонардо, Майки сознательно не идёт по пути старшего брата, однако уважает его как лидера и следует указаниям вожака отряда. Он часто обращается за просьбой к Донателло сконструировать новое изобретение, из-за чего время от времени становится испытателем его творений, как было показано в эпизодах «Что за Крок?» и «Хламтлантида». Даже в серьёзных битвах он продолжает веселиться — всячески насмехается над противниками и громко хвалит себя после очередного поверженного врага. Его основным оружием являются парные нунчаки, однако, во время тренировок с Трибуналом Ниндзя, он получил трёхсекционный посох Иназума.
Майки очень любит комиксы и супергероев, в частности Серебряного Стража (аналог Супермена) вплоть до того, что придумывает себе альтер эго «Черепашка титан» в серии «Неубедительный Черепашка титан». В образе супергероя он использует красный плащ с капюшоном, верёвку с крюком, а также небольшой зелёный щит в виде панциря. Ему даже удаётся попасть в один из выпусков комикса про «Силы Справедливости» и стать их почётным членом. В альтернативной реальности из серии «Проверка реальности», где Черепашки-ниндзя являются супергероями, версия Майки носит имя Пузырь и обладает способностью разжижать своё тело. В другой реальности, представленной в эпизоде «То, чего никогда не было», где Шреддеру удалось поработить Землю, ожесточившийся Микеланджело потерял левое предплечье и вступил в армию сопротивления. Он погиб во время финального штурма логово Шреддера, пав в бою с Амазонскими девами.
Сплинтер и Старейший отметили, что Микеланджело обладает наибольшим потенциалом среди всех четырёх Черепашек, однако не может полностью раскрыть его из-за лени и предпочтения тренировкам видеоигр. Несмотря на это, в состоящей из четырёх частей серии «Большая Драка» он стал победителем межпространственного состязания под названием Битва Нексус, выиграв турнир в качестве величайшего воина Мультивселенной. В эпизоде «Бой из зависти» другой финалист по имени Клана оспорил победу Майки и запросил реванша. Будучи отвергнутым братьями и сэнсэем за своё хвастовство, Майки, тем не менее, смог отстоять свой титул благодаря тренировкам с Леонардо. Во время обучения с Трибуналом Ниндзя, Микеланджело был одним из первых аколитов, кому удалось воспользоваться силой мистического медальона.
В анимационном кроссовере «Черепашки навсегда» 2009 года Микеланджело, вновь озвученный Грейсоном, участвовал в спасении Черепашек 1987 года от Пурпурных драконов. В отличие от своих братьев, он первое время радовался времяпровождения с их двойникам из параллельной вселенной, однако, когда обострилась ситуация со Шреддером 2003 года, даже он не смог вытерпеть их ребяческое поведение.

### Мультсериал 2012 года
В мультсериале 2012 года Мики озвучил Грег Сайпс. В бою он использует как кусаригаму, так и нунчаки. Он изображается самым низким из всех четырёх Черепашек, обладая голубыми глазами и веснушками на щеках. Кроме того, концы его повязки немного короче, чем у остальных.
Мики — весёлый и добрый, однако Рафаэль считает его глуповатым, безрассудным и надоедливым. Микеланджело любит шутить над братьями, из-за чего те не воспринимают его всерьёз, однако, время от времени, он демонстрирует признаки сообразительности и задействует свою фотографическую память. Ему так же нравится сериалы «Крогнард Варвар», «Крис Бретфорд и его супер команда», «Супер-мега-Робофорс 5» и персонаж комиксов Тор. Мики единственный из черепашек, сумевший нанести весьма серьёзный урон Шреддеру, при первой же встрече с ним, когда он едва не лишил его руки. В 71 серии влюбился в мастера времени из будущего Ренет, а в 4 сезоне — в подругу Караи Шинигами. Идеи Микеланджело иногда оказываются очень действенными, как например в серии «Конец времён», где он подчинил себе Демондрагона Каваксаса, склеив Печать Древних жвачкой. В альтернативной реальности становится сумасшедшим отшельником, живущим в пустоши, называющим себя Святой Анчоус.

### Мультсериал 2018 года
В мультсериале «Эволюция Черепашек-ниндзя» 2018 года Майки, которого озвучил Брэндон Майкл Смит, изображён как самый младший из братьев, поскольку на момент основных событий ему всего 13 лет. В прошлом был коробчатой черепахой, однако из-за барона Драксума вместе с братьями мутировал в антропоморфную черепаху. В бою использует кусари-фундо. В свободное время интересуется кулинарией и катанием на скейтборде, а также, по его же собственным словам, является творческой личностью.
Смит вновь озвучил Микеланджело в одноимённом анимационном фильме, события которого произошли после окончания мультсериала.

### Прочие появления
- В концертном туре «Coming Out of Their Shells» 1990 года, где Черепашки-ниндзя были представлены как сформированная музыкальная группа, Микеланджело выступал вокалистом и гитаристом группы.
- Американские певцы Альфредо Миллер и Кевин Стиллвелл озвучили Микеланджело в телевизионном спецвыпуске We Wish You a Turtle Christmas 1994 года[13].
- Миллер вновь озвучил Микеланджело в телевизионном спецвыпуске Turtle Tunes 1995 года, совместно с Дэниелом Мэлони[13].
- Кайл Муни озвучил Микеланджело в одном из эпизодов «Saturday Night Live»[13].
- Сет Грин, Джо Фэтон, Грэг Сайпс, Дэйв Куллер, Брэкин Мэйер и Майкл Дэй озвучили Микеланджело в нескольких выпусках пародийного американского мультсериала «Робоцып» 2005 года[13].
- Микеланджело появился в сериале «Псих», где его озвучили Кевин Шинник и Хью Дэвидсон[13].
- Таунсенд Коулман, озвучивший Микеланджело в мультсериал 1987 года, вновь озвучил персонажа в рекламе автомобилей марки Honda[17]. Ранее Коулман также озвучил Микеланджело в рекламах сетей ресторанов быстрого питания Burger King и Chef Boyardee[13].

## Кино

### Классическая квадрология
В экранизации 1990 года роль Микеланджело исполнил Микелен Систи, в то время как Робби Рист озвучил персонажа. Майки участвовал в спасении Эйприл О’Нил от ниндзя клана Фут и, когда некоторое время спустя девушка была вновь спасена Рафаэлем, который принёс её в их убежище, Микеланджело был взволнован возможностью познакомиться с человеком и попросил братьев и сэнсэя оставить её. Как в и других адаптациях, Майки является большим любителем пиццы и периодически подшучивает над остальными Черепашками. После того как Рафаэль был нокаутирован членами клана Фут, Майки участвовал в отражении нападения вражеских ниндзя на квартиру Эйприл. Группа была вынуждена скрыться в загородный дом их нового союзника Кейси Джонса и, после выздоровления Рафаэля, братья отправились на спасение Сплинтера, вступив в бой с лидером Фут, Шреддером. В то время как Черепашки оказались беспомощны в сражении с ним, Ороку Саки тем не менее был побеждён их учителем Сплинтером.
Во второй части, премьера которой состоялась в 1991 году, Майки вновь сыграл Систи, а Рист — озвучил. Микеланджело, его братьям и Сплинтером приходится на некоторое время переехать в новую квартиру Эйприл. Узнав, что за созданием превратившего их в мутантов мутагена стоит компания TGRI, Черепашки проникают в главное здание организации, где сталкиваются с остатками клана Фут, возглавляемыми мастером Тацу. В дальнейшем он помог остановить Токку и Разара, а затем столкнулся с Супер-Шредером.
В третьем фильме, который вышел в 1993 году, Рист вновь озвучил Майки, однако самого персонажа сыграл Дэвид Фрейзер. По сюжету он оказывается в феодальной Японию, где полюбил девушку по имени Мицу. Он не хотел возвращаться домой, почувствовал себя признанным жителями Японии, а также из-за желания быть со своей новой возлюбленной, однако, в конечном итоге передумал.
С 1995 по 1997 годы Кевин Истмен работал над четвёртым фильмом франшизы, который должен был называться либо «Черепашки-ниндзя 4: Новая мутация», либо «Черепашки-ниндзя 4: Возвращение клана Фут». Питер Лэрд опубликовал концепт-арт Микеланджело в своём блоге. По задумке фильма Черепашки-ниндзя и Сплинтер подверглись вторичной мутации из-за того, что находящийся в их крови мутаген с годами привёл к изменению внешнего вида героев, а также даровал им новые способности. Кроме того, в фильме должен был вернуться Шреддер, восстанавливающий авторитет клана Фут.
В анимационном фильме 2007 года его озвучил Майки Келли. После того, как Сплинтер отправил Леонардо тренироваться в Южную Америку, команда распалась и Микеланджело создал альтер эго Кавабанга Карла, выступая на детских утренниках. После возвращения Лео Черепашки-ниндзя становятся свидетелями битвы клана Фут под руководством Караи и йети-подобного чудовища, однако остаются в неведении относительно целей клана. Затем, во время спасения захваченного каменными генералами Леонардо, они узнают о личности стоящего над генералами магната Макса Винтерса, на деле являющегося древним воином по имени Юатль. Черепашки помогают ему избавиться от своего бессмертия и обрести покой. В конечном итоге, Майки отрекается от образа Кавабанги Карла и продолжает патрулировать город бок о бок со своими братьями.
В 2007 году Кевин Манро заявил, что хотел бы снять продолжение мультфильма, в котором потенциально мог вернуться Шреддер. Манро запланировал трилогию. «Черепашки-ниндзя 2» должен был стать вольной адаптацией арки City At War из оригинальных комиксов Mirage. По сюжету, Микеланджело чувствовал себя изгоем, из-за чего присоединился к клану Фут, в то время как Черепахи отправились в Японию, где должны были столкнуться с Караи и Шреддером.

### Дилогия-перезапуск
В фильме-перезапуске 2014 года Микеланджело сыгран Ноэлем Фишером. Он по-прежнему предстаёт как «весельчак» команды, который любит играть в видеоигры и кататься на скейтборде. После первой встречи с Эйприл он сразу становится к ней неравнодушен, и в течение фильма не перестаёт об этом говорить. Он пытается произвести на неё впечатление песней «Happy Together» группы The Turtles. Здесь его нунчаки длиннее, сам он носит кроссовки, а его маска имеет весьма неопрятный вид, как и у остальных.
Фишер вновь сыграл Микеланджело в картине «Черепашки-ниндзя 2» 2016 года. Черепашки пытаются предотвратить побег Шреддера во время его перевозки в тюрьму, однако терпят поражение. Майки обижается на Леонардо, когда узнаёт от Рафаэля, что добытый ими мутаген может превратить всех четверых в людей, поскольку сам Микеланджело не хочет быть монстром, внешний вид которого вызывает ужас в глазах наземного мира. Вместе с братьями он успешно останавливает прибывший на Землю Технодром, управляемый Крэнгом, за что получает награду от лица полиции Нью-Йорка.

### Другие фильмы
В фанатском фильме «Кейси Джонс» Микеланджело озвучил Робби Рист.
Микеланджело фигурирует в картине «Лего. Фильм», будучи одним из членов команды «Великие мастера», наряду со своим историческим тёзкой.
Микеланджело появляется в анимационном фильме-кроссовере под названием «Бэтмен против Черепашек-ниндзя» 2019 года, где его озвучил Кайл Муни. Он и его братья помогают Бэтмену, Робину и Бэтгёрл остановить Шреддера, который заключил союз с Ра’с аль Гулом и его Лигой Убийц, чтобы отравить весь Готэм-Сити мутагеном.
Микеланджело появляется в анимационном фильме «Черепашки-ниндзя: Погром мутантов» 2023 года, где его озвучил Шамон Браун-младший.

## Видеоигры
В первых видеоиграх, основанных на мультсериале 1987 года, Микеланджело практически не уступал по характеристикам Леонардо, за исключением дальности атак.
В играх по мотивам мультсериала 2003 года он стал самой ловкой Черепашкой-ниндзя и получил способность летать на нунчаках. Во всех последних проектах Konami, а также Teenage Mutant Ninja Turtles: Smash-Up (2009) от Ubisoft к озвучиванию Микеланджело вернулся Уэйн Грейсон.
Микеланджело стал одним из гостевых персонажей в файтинге DC Comics Injustice 2 (2017) в рамках загружаемого контента «Fighter Pack 3», где его озвучил Райан Купер. Также его скин появляется в играх Smite (2014) и Brawlhalla (2017). Как и другие Черепашки-ниндзя, он стал частью игр-кроссоверов Nickelodeon Kart Racers (2018) и его продолжений, а также Nickelodeon All-Star Brawl (2021), наряду с другими персонажами Nickelodeon.
В Teenage Mutant Ninja Turtles: Shredder’s Revenge (2022) Микеланджело представлен как Черепаха с самыми быстрыми атаками средней силы, в то время как в предшествующей Teenage Mutant Ninja Turtles: Turtles in Time (1991) у него были мощные атаки на средней скорости. Кроме того, это первая официальная игра в серии Teenage Mutant Ninja Turtles по мотивам мультсериала 1987 года, где Микеланджело озвучил Таунсенд Коулман.